# Leonardo Cocito

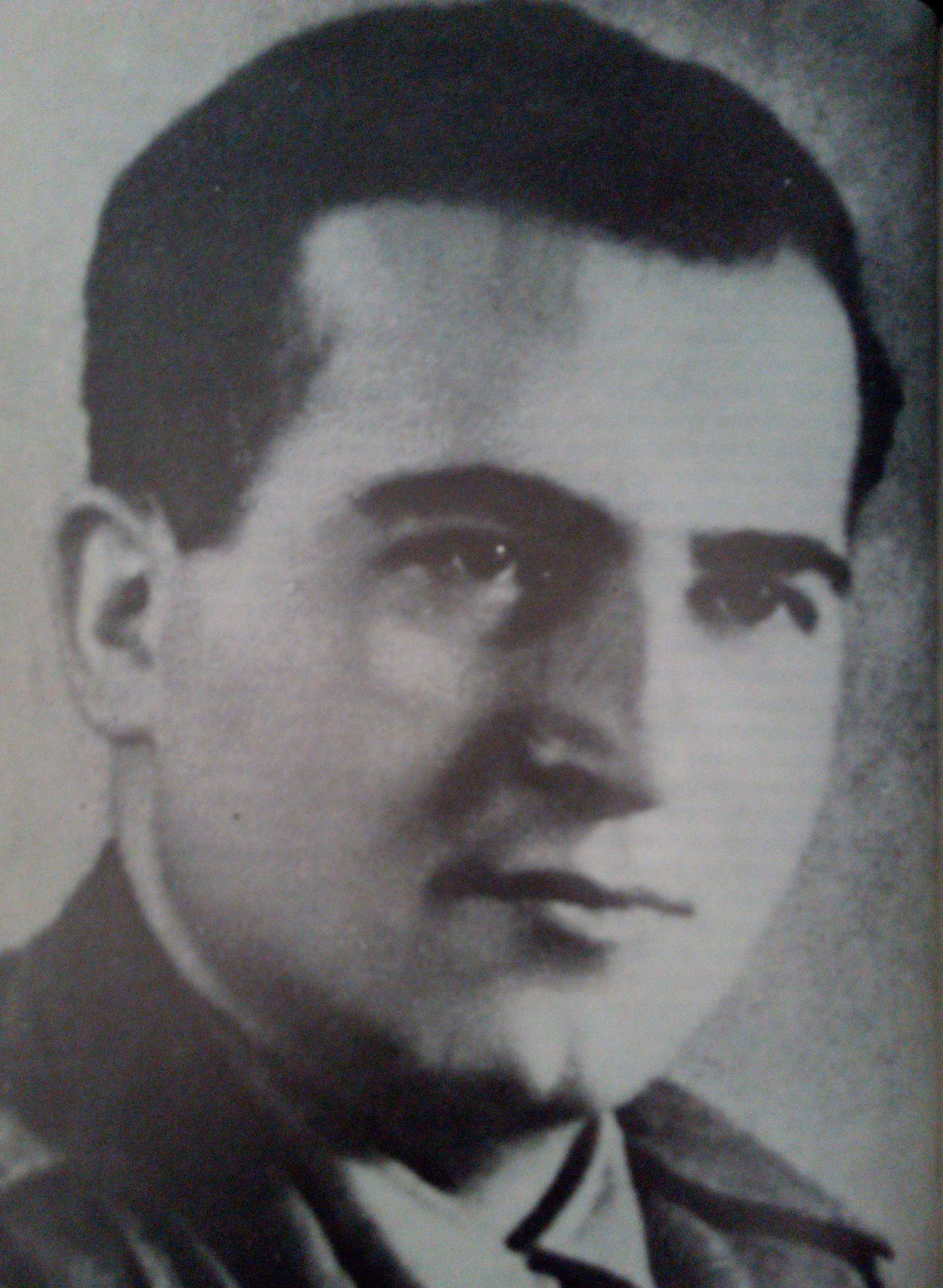
Partigiano combattente, martire della Resistenza

Leonardo Cocito (Genova, 9 gennaio 1914 – Carignano, 7 settembre 1944) è stato un antifascista e partigiano italiano.

## Biografia
Cocito,  laureatosi in lettere nel 1935 con la votazione di 110 e la lode, fu professore di lettere al Liceo Classico Statale Giuseppe Govone di Alba dove ebbe come allievo Beppe Fenoglio e come amico e collega il filosofo Pietro Chiodi.
All'inizio della seconda guerra mondiale fu mandato in Croazia a combattere. Nel tardo 1943 si trovava presso la caserma di fanteria di Alba. Il giorno 9 settembre, mentre i duemila uomini della caserma furono presi in ostaggio da un pugno di tedeschi, Cocito riusciva a uscire dall'accerchiamento su un camioncino stipato di armi, che sarebbero poi servite per organizzare la resistenza.
A partire dall'8 settembre 1943 fu infatti uno dei principali organizzatori della Resistenza nella zona albese e braidese. Con il nome di battaglia di "Silla" fu vicecomandante della XII div. "Bra" (comandata da Icilio Ronchi Della Rocca) inquadrata all'interno del 1º Gruppo Divisioni Alpine comandato da Enrico Martini ("Mauri"). 
Fu catturato dai fascisti, che tradirono una  tregua stabilita con le formazioni partigiane, ad un posto di blocco nei presi di Bra, insieme a Chiodi ed altri. Furono portati alle Carceri Nuove a Torino e rinchiusi nel famigerato "braccio tedesco" (dove fu tenuto anche Ignazio Vian). Chiodi fu inviato in campo di concentramento.
Il 4 settembre successivo alcuni partigiani effettuarono un attentato al ristorante della stazione in località pilone Virle, a Carignano, uccidendo un soldato tedesco e ferendone un altro. Per rappresaglia il giorno successivo la Xª MAS effettuò un rastrellamento terrorizzando la popolazione locale, uccidendo un uomo anziano e catturando dieci ostaggi. In seguito a trattative serrate (e al pagamento di un riscatto) i civili furono liberati, ma i tedeschi per rappresaglia prelevarono otto prigionieri dalle Carceri Nuove, tra cui Cocito, e li portarono sul posto in camion.
Furono barbaramente impiccati Antonio Cossu, Leonardo Cocito, Liberale De Zardo, Guido Portigliatti, Pietro Mancuso, Giorgio Bruco, Giorgio Porello e Marco Lamberti. 
Il fatto avvenne in località Pilone Virle presso Carignano il mattino del 7 settembre 1944. Prima di morire, alle 10:25 precise, Cocito, arrivato alla forca col sorriso, gridò con voce stentorea "Viva l'Italia!". L'ufficiale tedesco che presiedette all'esecuzione si rivolse al medico legale verbalizzante e disse «Questo essere uomo».
È stato insignito della medaglia d'oro al valor militare. 
La sua vicenda si può seguire in parte nel libro di Pietro Chiodi "Banditi", ed. Einaudi, su cui compare anche la relazione del medico legale Pier Luigi Vigada che i tedeschi vollero assistesse all'esecuzione, insieme al commissario prefettizio.
Quando Pietro Chiodi tornò dalla prigionia, continuò a combattere in una brigata, la "103ª Brigata Garibaldi G. Nannetti", nel distaccamento che poi fu chiamato "Battaglione Leonardo Cocito" in memoria dell'amico.
In anni recenti è stato intitolato a Leonardo Cocito il Liceo Scientifico Statale di Alba. Alba, città medaglia d'oro al V.M., ha dedicato a Leonardo Cocito una via, come anche ha fatto la Città di Genova, nel quartiere di Albaro.